# El Nido
El Nido (Baquit) in Nord-Palawan / Philippinen ist eine kleine Fischer- und Hafenstadt mit 41.606 Einwohnern (Stand 1. August 2015). Der Name El Nidos stammt von den vielen Schwalbennestern (span. nido), die in den umliegenden Höhlen für Schwalbennestersuppe eingesammelt werden. In der Gemeinde befinden sich Campus der Western Philippines University und der Palawan State University.

## Verkehrsverbindungen
Es gibt vom Flughafen El Nido Airport tägliche Flüge mit airSWIFT nach Manila, Coron, Caticlan und Cebu City.
Fährverbindungen bestehen nach Manila über Coron (Palawan), außerdem verkehren täglich Bangkas nach Coron.
Taytay, Roxas und Puerto Princesa sind über den Palawan-Highway mit Bussen und Jeepneys zu erreichen.

## Tourismus

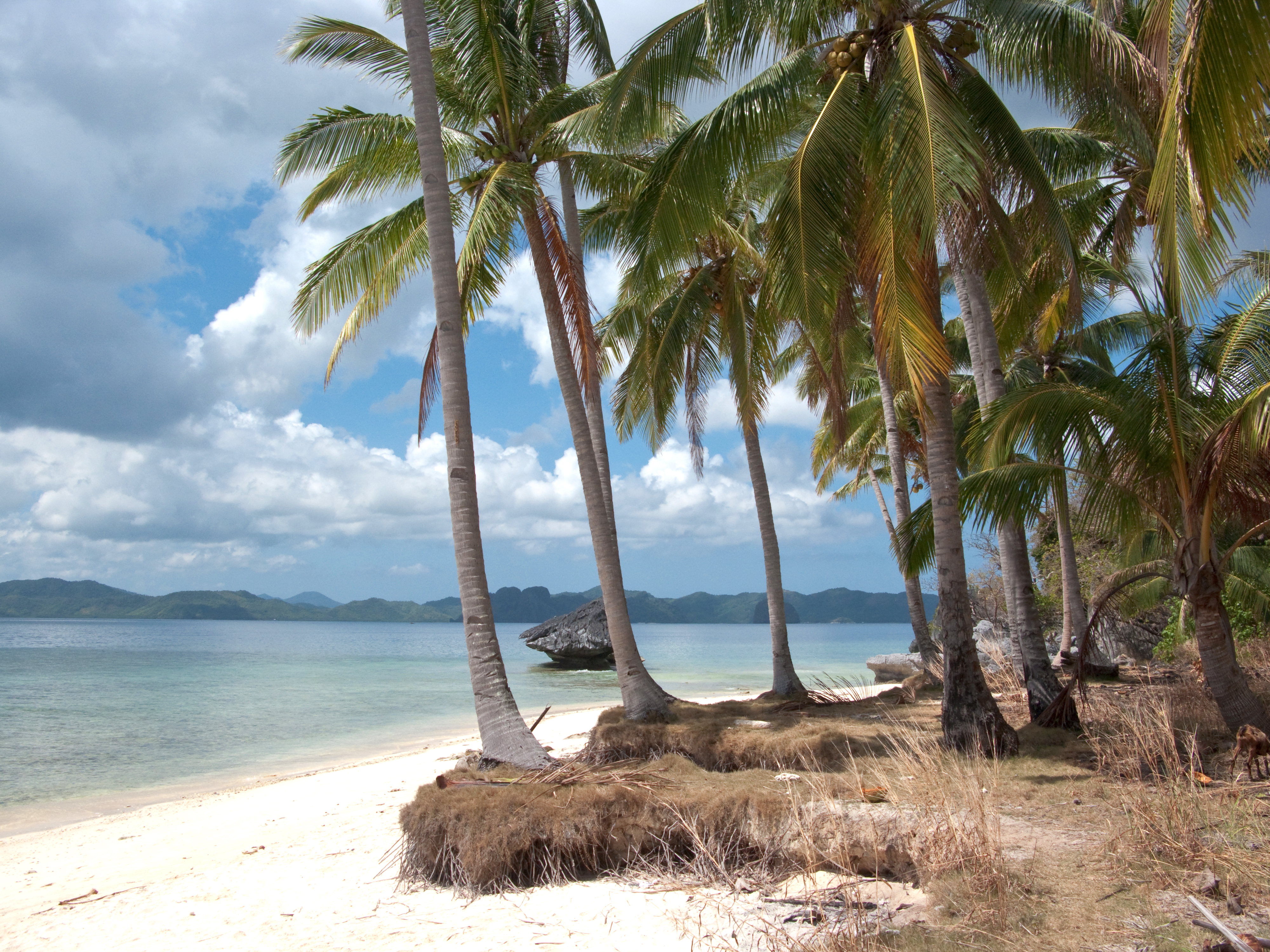
Corong Corong, El Nido

Der Tourismus spielt eine wesentliche Rolle. Es gibt eine dichte Infrastruktur mit Unterkünften, Restaurants, Bars und Souvenirläden. Seit Oktober 2015 hat der Ort auch einen Geldautomaten. Nur 12 % der Durchreisenden bleibt für ein paar Tage im Ort, der größte Teil der Touristen begibt sich in die Resorts auf den vorgelagerten Inseln. Tagesausflüge mit einem Auslegerboot im einheimischen Stil (Bangka) führen in den Bacuit-Archipel mit seinen Inseln und Stränden, nach Cadlao Island mit einem 609 m hohen Gipfel, nach Pinagbuyutan Island mit einem einsamen Strand und einem 370 m hohen, fast senkrecht abfallenden Kalkfelsen sowie nach Vigan Island (Snake Island) mit einer schlangenförmigen Sandbank.

## Unterwasserwelt im Bacuit Archipel
1998 wurde das Gebiet im Bacuit Archipel vor El Nido im Südchinesischen Meer zu einer Meeresschutzzone erklärt. Das Korallen-Riffdach wurde durch die Cyanidfischerei an vielen Stellen zerstört. Der Zustand wird verschärft durch Hunderte von Dornenkronen (Acanthaster planci), die in einer derartigen Häufung selten sind. Da das (eigentlich laut Washingtoner Artenschutzabkommen strengstens geschützte) Tritonshorn (Charonia tritonis) der einzige natürliche Feind der Dornenkronen ist und sich bei Einheimischen als Delikatesse großer Beliebtheit erfreut und zudem ein touristisches Souvenir darstellt, ist sein Rückgang für dieses massive Ausbreitung mitverantwortlich. In einigen Riffabschnitten in den kanalzugewandten Seiten von Tapiutan Island und Matinloc Island finden sich noch Schwärme von Füsilieren und anderen bunten Korallenfischen. Die Korallen sind hier noch in weitgehend intaktem Zustand, erste Dornenkronen verbreiten sich aber auch hier. Zum Schutz der Biodiversität wurde 1998 die El Nido-Taytay Managed Resource Protected Area eingerichtet.